# Ghost Walking
Ghost Walking ist ein Lied der US-amerikanischen Metal-Band Lamb of God. Es war die erste Single aus dem Album Resolution. Das Lied wurde für den Grammy Award in der Kategorie Best Hard Rock/Metal Performance nominiert.

## Hintergrund
Die Musik des Liedes wurde größtenteils vom Gitarristen Mark Morton geschrieben, während der Text von Morton und Sänger Randy Blythe gemeinsam verfasst wurde. In dem Text geht es darum, dass Gitarrist Mark Morton in vielen Situationen, in denen er richtige Entscheidungen hätte treffen müssen eben falsche traf. In einem Interview bezeichnete er diese Eigenart als einen selbstzerstörerischen Zug von ihm. Morton schrieb den Text aus der Perspektive eines Vietnam-Veterans, der mit Heroin versucht, mit dem bei Einsätzen erlebten Stress umzugehen. Nach seiner Rückkehr in die Vereinigten Staaten hat er Schwierigkeiten, sich in die Gesellschaft zu integrieren.

„Es wäre hart für mich, neun Monate in Afghanistan zu verbringen, angeschossen zu werden und plötzlich bei Walmart einkaufen gehen müsste“

Sänger Randy Blythe ergänzte, dass jeder Mensch, der harte Zeiten durchlebt, Dinge tun muss, die auch unbequem sein können, um diese Zeiten zu überstehen. Die Aufnahmen fanden in den Spin Recording Studios in New York City und im Studio Barbarossa in Fort Hayward statt. Produziert und gemischt wurde das Lied von Josh Wilbur. Für das Lied wurde ein Musikvideo veröffentlicht, bei dem P.R. Brown Regie führte.

## Rezeption
Michael Edele vom Onlinemagazin laut.de bezeichnete Ghost Walking neben The Undertow als „ersten echten Gourmet-Happen“ des Albums. Für Petra Schurer vom deutschen Magazin Metal Hammer „verzückt Ghost Walking mit einer Akustikgitarreneinlage“.
Ghost Walking wurde bei den Grammy Awards 2013 in der Kategorie Best Hard Rock/Metal Performance nominiert. Der Preis ging jedoch an Halestorm für das Lied Love Bites (So Do I). Bei den Loudwire Music Awards 2012 wurde Ghost Walking in der Kategorie Best Metal Song nominiert. Der Preis ging jedoch an die Band Pantera für das Lied Piss.

## In der Popkultur
Einem breiten Publikum wurde das Lied am 12. September 2019 bekannt, als Stefanie Stuber Ghost Walking bei der Castingshow The Voice of Germany sang und die Zustimmung der vier Juroren Mark Forster, Alice Merton, Sido und Rea Garvey erhielt. Sido gab als erster Juror seine Zustimmung und war zunächst irritiert, eine Frau zu sehen, da er zunächst mit maskierten Männern rechnete.
Im Frühjahr 2020 brachten Lamb of God in Zusammenarbeit mit der schottischen Brauerei BrewDog das Craft Bier Ghost Walker auf den Markt. Es wurde nach dem Lied Ghost Walking benannt und ist das weltweit erste alkoholfreie Bier, das von einer Brauerei in Kollaboration mit einer Band herausgebracht wurde.